# Foyil
Foyil és un poble dels Estats Units a l'estat d'Oklahoma. Segons el cens del 2000 tenia 234 habitants.

## Demografia
Segons el cens del 2000, Foyil tenia 234 habitants, 97 habitatges, i 68 famílies. La densitat de població era de 251 habitants per km².
Dels 97 habitatges en un 23,7% hi vivien nens de menys de 18 anys, en un 57,7% hi vivien parelles casades, en un 11,3% dones solteres, i en un 28,9% no eren unitats familiars. En el 23,7% dels habitatges hi vivien persones soles el 12,4% de les quals corresponia a persones de 65 anys o més que vivien soles. El nombre mitjà de persones vivint en cada habitatge era de 2,41 i el nombre mitjà de persones que vivien en cada família era de 2,83.
Per edats la població es repartia de la següent manera: un 21,8% tenia menys de 18 anys, un 6,8% entre 18 i 24, un 22,6% entre 25 i 44, un 33,3% de 45 a 60 i un 15,4% 65 anys o més.
L'edat mediana era de 44 anys. Per cada 100 dones de 18 o més anys hi havia 88,7 homes.
La renda mediana per habitatge era de 23.125 $ i la renda mediana per família de 28.500 $. Els homes tenien una renda mediana de 27.083 $ mentre que les dones 24.107 $. La renda per capita de la població era d'11.260 $. Entorn del 31,9% de les famílies i el 33,7% de la població estaven per davall del llindar de pobresa.

## Poblacions més properes
El següent diagrama mostra les poblacions més properes.